# Diogo Pires
Diogo Pires, właśc. Diogo José Pires (ur. 18 grudnia 1981 w Sorocaba, w stanie São Paulo) – brazylijski piłkarz grający na pozycji pomocnika.

## Kariera piłkarska

### Kariera klubowa
Jego ojciec Valdir Peres występował w reprezentacji Brazylii. Wychowanek klubu São Paulo FC, w którym rozpoczął karierę piłkarską. Następnie występował w União Barbarense. W 2005 wyjechał do Europy. Najpierw występował w czeskim klubie FK Mladá Boleslav. 3 lutego 2006 podpisał 3-letni kontrakt z lwowskimi Karpatami, jednak rozegrał tylko 10 meczów w tym klubie i potem powrócił do Brazylii, gdzie bronił barw klubu EC Santo André. Od 2008 występuje w słowackim Slovanie Bratysława.